# Thomas Darling
Thomas Ward Darling (4 de mayo de 1958) es un deportista estadounidense que compitió en remo. Participó en dos Juegos Olímpicos de Verano en los años 1984 y 1988, obteniendo una medalla de plata en Los Ángeles 1984 en la prueba de ocho con timonel.

## Palmarés internacional
| Juegos Olímpicos | Juegos Olímpicos             | Juegos Olímpicos | Juegos Olímpicos |
| Año              | Lugar                        | Medalla          | Prueba           |
| ---------------- | ---------------------------- | ---------------- | ---------------- |
| 1984             | Los Ángeles (Estados Unidos) | Medalla de plata | Ocho con timonel |